# 神様が用意してくれた場所
『神様が用意してくれた場所』（かみさまがよういしてくれたばしょ）は、矢崎存美・著、Fuzzy・画のライトノベル作品。ソフトバンククリエイティブ・GA文庫刊。ことのは出版制作、福圓美里朗読によるオーディオブック作品も発表されている。

## あらすじ
池沢香絵は、高校卒業を期に田舎から東京に越してきて、探偵事務所で事務や雑務を担当するアルバイトをしながら一人ぐらししている。幼い頃から不思議なことに遭遇する体質で、とはいっても特殊な能力があるというわけではない。普通の女の子として過ごしてきたが、色眼鏡で見られたこともある。故郷で起こる現象に嫌気がさして、東京に出てきたが土地が理由ではなかったらしい。
不思議なことがあっても、常に解決できるわけでもない。わけでもないが、多少慣れてはいる香絵が、そういう出来事に出くわす連作短編集。

## 既刊一覧
1. 神様が用意してくれた場所 （2006年8月10日初版 ISBN 9784797337150）
2. 明日をほんの少し （2007年9月15日初版 ISBN 9784797342963）
3. いつかの少年　(2008年6月15日初版 ISBN 9784797348668)